# 小費

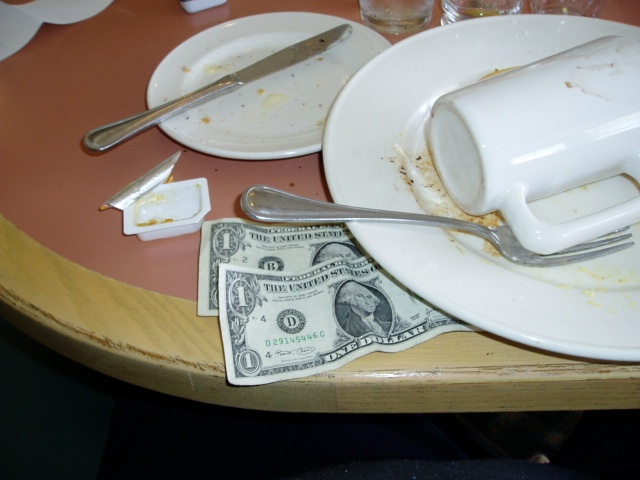
常見的付小費方式：將少量鈔幣留在餐桌上后离开

小費，指在消费金额以外，另外給予服務員的賞錢，以作表扬其个人服務之用，有些場合甚至可以直接付給服務員，而無須經過他們的雇主等第三方。小費在某些国家被視為陋習或歧视，有的成为一种社交禮儀。但所有国家，小费都不是法定要給，數目也沒有明碼標定，在不同地區的行業都有各种不成文的規定。在某些国家的历史上，只有上等阶级的人给予下等阶级的人，例如主人、富人给予下人、奴仆、妓女、戏子等。
通常人們准备一些零钱；或超额付款而不取回零錢，零錢便當作小費。
在不同地區，要付小費的行業都不同。一般來說，旅遊、餐飲（特別是高級餐廳和酒吧）、公共交通工具以外的交通、旅館等的服務生都要給小費，有些地方用洗手間、理髮、送報員、洗潔工也應給。
有些地方，給某些職員小費是禁忌，甚至在法律上禁止，認為等同賄賂，例如給政府公務人員、醫護人員、或採訪記者等小費，即使以節日紅包為名，也是犯罪的。當臨近重要節慶如聖誕節，在德國、美國等西方國家，小費習慣上給得較多。
有些國家的服務員所得的小費為其主要收入，例如餐廳酒吧的侍應，有的是額外收入，而有些地區允許小費抵薪。

在亞洲，一些餐廳會按照消費金額的一定比例，通常是10%，直接加入當次消費的總金額，稱為「服務費」，為餐廳消費的一部分，用意是表示此餐廳有提供服務，而對服務收取對價，此費用不是给予个体服务员，而是直接併入營收餐廳，未必會支付給服務員，概念與小費明顯不同。

## 定义
小费是服务行业中通行的顾客对服务人员的一种酬谢方式，是在固定工资以外的赏钱。

## 歷史起源

### 中國
赏钱，也叫小帐，在粵語地區也稱作茶錢。付大额小费称作打赏。在古代的中國經濟發展歷程來看，給賞錢的歷史在宋朝達到高峰，而在當時可能成為習慣，赏赐对象有店小二、奴仆、书童、小厮、跟脚等。
但在現代，中國和日本、韓國和新加坡等國家一樣，沒有小費文化。

### 日本
在日本也被稱為茶代，給小費的習慣基本已經被廢棄，現代日本各行各業幾乎都沒有收小費的習慣。

### 英國
小费的英文名為tips。它源于18世纪的英国伦敦。当时酒店的餐桌上常放着一只碗，碗上写着“to insure prompt service（保证迅速服务）”，顾客将零钱放入碗中，将会得到迅速而周到的服务。

### 德國
中世纪末，德国的酒店通常都要向客人索取小费，时称（给侍者的）“饮酒钱”，因为在酒店里当帮工的女眷和伙计是不拿报酬的，以小费充作薪水。后来，小费的给予范围不断扩大，很多公职人员也能收到叮当作响的钱币。19世纪末，有钱人为了达到某种目的，常以小费的名义向有影响的人物和新闻界人士行贿。
约100年前，西方出现过一次反小费浪潮，当时的反小费协会认为给小费是一种不良风气，号召人们加以抵制，开始效果甚微，原因是很多侍者以小费为生。第一次世界大战以后，餐馆和旅馆开始实行“10％服务费”制度，将价格提高10％作为服务人员的固定工资。收入尽管已有保障，然而新规定还是难以战胜老习惯，对服务上乘者，顾客依旧甘心解囊，给小费的风气始终没有根绝。

### 美國
由於餐飲與旅館服務人員工資低微，為了促進服務品質，民間普遍有付小費的習慣。
不過近來，越來越多的店家禁收小費，改以較高薪資，小費制度並不公平：員工為了多拿小費，費盡心機。有女孩曾經嘗試過在餐廳穿著爆乳裝，一個星期小費收入甚至超過1000美元。也有老闆說，如果給員工穩定的收入，從而穩定他們的生活，大家就能專心服務客人。員工如果不確知自己這星期能有多少錢拿回家，這種緊張心情會轉嫁到他們的待客上面。

## 计算方式
随着时代的更替，小费在西方世界被一些人广为接受。但世界各地的小费标准并不统一，在不同的行业、地区都有各自不成文的规定。有些地方，给某些职员小费是禁忌，甚至在法律上禁止，认为等同贪污，例如给政府公务人员、医护人员、或采访记者等小费，即使以节日红包为名，也是犯罪的。当临近重要节日如圣诞节，在德国、美国等西方国家，小费习惯上给得较多。部份國家已經立法，容許店家直接加入餐費。

## 各国家或地区小費標準

不同国家／地區的餐厅小费标准：
不收小费，且给小费被视为冒犯
不收小费，若给小费会使人惊讶或疑惑，一般会拒收
不收小费，但给小费表示感谢
按零头给小费或不给
按零头给小费
按总消费的5-10%给小费，或一般不给
按总消费的5-10%给小费
按总消费的~10%给小费或不给
按总消费的10-15%给小费或不给
按总消费的10-15%给小费
按总消费的15-20%给小费

### 亚洲

#### 中国大陆
中国内地在改革开放前的服务体系普遍不存在小费制度，涉外酒店虽然允许外宾支付小费，但服务人员通常会选择交公。改革开放后，受到香港及国际影响，旅游业相关领域开始出现自愿性质的小费，例如高端酒店、涉外餐厅、导游及巴士司机服务，但始终未形成普遍社会习俗。 
2013年，在旅游新规定出台后，其第四十一条规定：导游和领队禁止主动向游客收小费。
如今中国内地没有给小费的文化，如果食客在用餐结束后把小费放在桌上后离开，店家会误认为是它们是食客遗失的钱财，从而追出来将其还给食客，反而会引起不必要的麻烦。

#### 香港
在香港，付小费基本上是之前英國殖民地時期所遺留下來的习惯，在酒店与旅游业（包括計程車）比较普遍。付小费的形式是拿出多于账单面额的款项给予服务生结账，而无须对方找续。例如账单为95元，实付100元，5元可视为小费，而不是额外拿出零钱给予。由此客人不论付小费多少，都不会显得小氣。
除自願性質小費外，香港大部分正式餐廳食肆都設有「加一服務費」，即餐牌上食品的價錢需付額外10%費用才是結帳時的實際費用。但絕大多數設有「加一服務費」之食肆所收得的加一收入實際都是算餐廳所有，侍應並未得到該服務費。
無論是自願性小費或「加一服務費」，在香港幾乎大部分餐廳食肆都視為收入來源，並未分配予待應工作員工。

#### 台灣
在台灣的餐廳並沒有給小費的風俗習慣，但實務上多數比較有制度化的餐廳都會加收價格的百分之十作為服務費，為餐廳消費的一部分，不過這項服務費並不會被獎賞給服務生，而是在法律與會計制度上被視為營業收入，概念上與小費有明顯差異。
主張餐廳收取額外服務費並不合理的理由，包括消費定價本身已包含服務的人事成本，不應再次收取，且無額外再提供任何生產物，故無任何經濟意義，且會影響顧客再次消費的意願，因此這樣的行為會阻礙商業活動。
國內旅行社，無論服務品質如何，只要涉及人工部分就一定會強制消費者要付小費，並在旅行契約中明訂，雖然在法律上以契約自由沒有違法問題，卻因為要消費者負責選擇領隊為職業的人士，可以免費出國或者遊玩、住宿，沒有一定底薪的問題，造成一定群體的反感。不過也有不少領隊在團體旅遊時請團員水果或者團餐加菜而獲得團員心甘情願給予小費。
另外台灣在部分工程服務中，業主或客戶會主動買香菸或檳榔或飲料犒賞師傅或是施工人員。

#### 日本

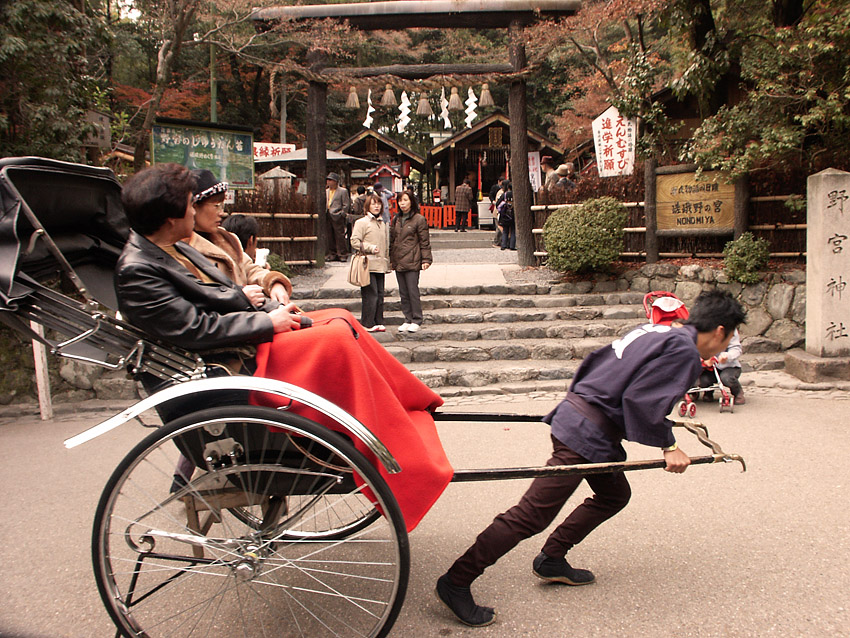
京都附近的人力车夫。

日本並沒有給小費的文化，而且日本人若收到小費會感到不舒服，客人的用意可能被混淆，甚至可能得罪人。

#### 南韓
在南韓，在餐館給小費不是習慣，一些人甚至认为给小费是不当行为。高档酒店或饭店常常会收10%到15%的服务费，但此费用会被包含在账单中；顾客不应从账单中把这一部分钱分离出来留给侍者作为小费。

#### 馬來西亞
在馬來西亞，小費不是慣例。如果服務一直特別好，客人有自由裁量權自行決定是否多付一點錢。但在一些餐廳會有一個強制性的6％的政府稅與一個額外的10％的服務費。

#### 新加坡
在新加坡，一般並不給予小費。酒吧與餐廳通常會加上10%服務費，雖然這部分並沒有給予服務人員。在小販中心、咖啡廳、計程車消費時，客人很少給予小費。

#### 印度

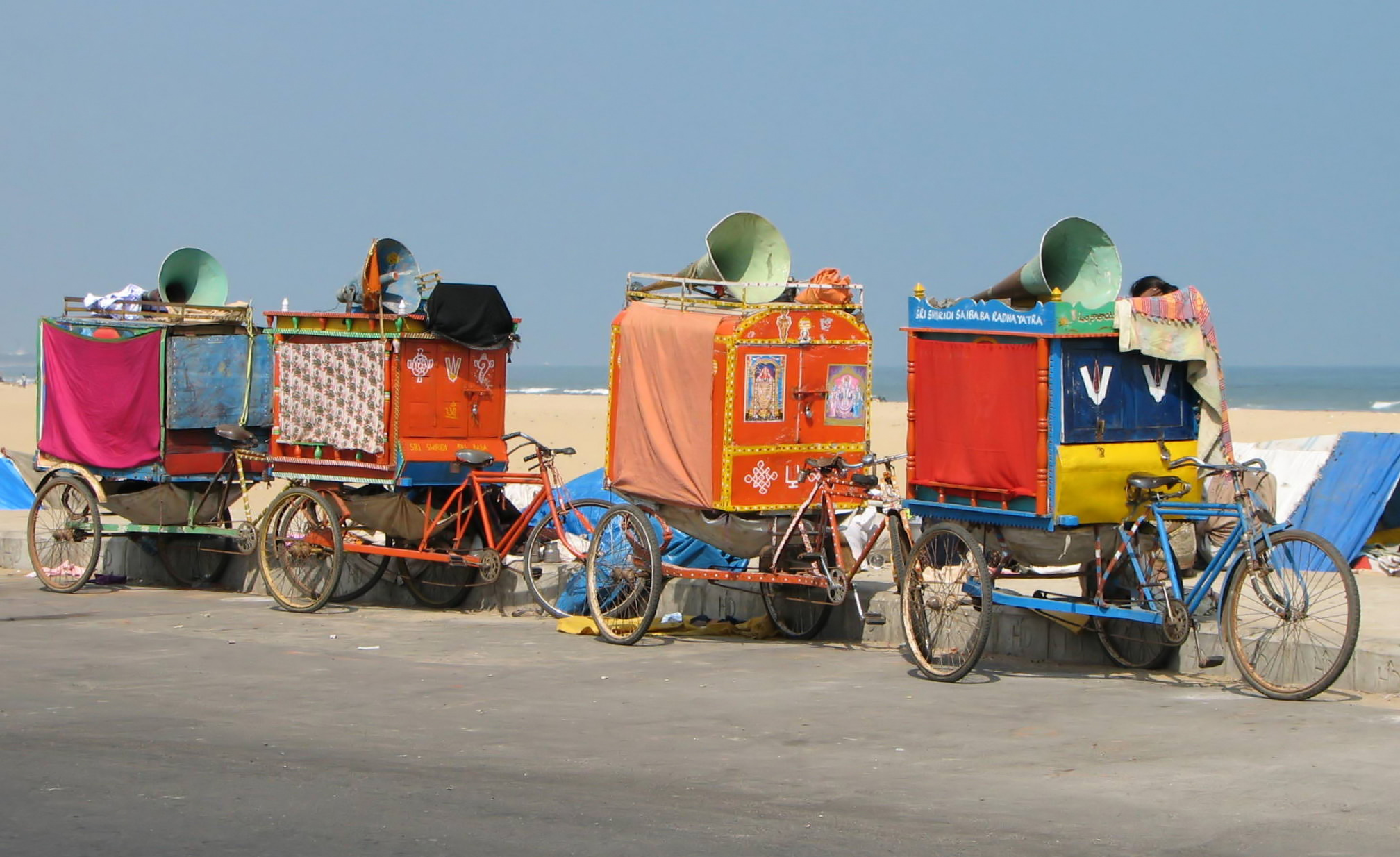
印度的人力车。

在印度的習慣上，給予小費並不是客人的義務，雖然實際上人們比之前更普遍地會支付小費。在便宜或中等的餐廳與酒吧，服務人員並不期望小費，雖然總是會得到小費酬謝。在高價餐廳與酒吧的小費支付與國際標準不同，付出帳單總金額的10-15%作為服務的小費比較恰當。如果帳單上已經有包含小費，那麼有額外的服務才會支付額外的小費。小費並不需要支付給飯店人員、計程車或人力車駕駛、鐵路或公車人員、個人照護人員、導遊、送貨人員等，只需要支付實際計價費用。支付時，任何超過應付的金額，不被視為小費且都能要求找零。

#### 泰國
在泰國，餐廳用餐後常會留一點小費。如果支付高額帳單又拿回小額找零會被認為有點粗魯。例如一頓餐費為950泰銖，用1000泰銖支付，剩餘的50泰銖會被商家留下。而小費的確切支付比例則不被重視。

### 欧洲

#### 土耳其
在土耳其，小费（土耳其人称之为“bahşiş”，即礼物，来源于波斯语单词“بخشش”）并不是必须给的，且在很多地方不常见。然而，在饭店用餐后往往会付5-10%的小费，一般以“留下找零”的方式给予。出租车的服务一般不需要付小费。有人可能会给酒店看门人一点零钱作为小费。

#### 丹麥
在丹麦，由于法律规定服务费必须包含在账单之中，所以顾客不会被要求付小费（丹麦人称之为“drikkepenge”，即“drinking money”）。然而顾客也可以因为服务员优秀的服务而给其一定的小费。

#### 挪威
在挪威，服务费已经包含在账单中。对于挪威人，给出租车司机或者酒店清洁工付小费较不常见。饭店和酒吧中付小费的情况比较常见，但不是必须的；一般是因为优质的服务或好意而给予小费作为给服务员的奖赏。大多数情形下，小费形式一般为小额的零钱（5-15%）或是结账时找的零头。
挪威的酒店和饭店员工工会（Oslo Servitørforbund and Hotell- og Restaurantarbeiderforbundet）不提倡顾客给小费，因为此行为会造成工资的下降；小费使得员工难以和老板协商工资，且小费不会计入他们的退休金、失业保险以及其他的福利。

#### 瑞典
在瑞典通常不會給小費（瑞典人称之为“dricks”），但可以用于奖赏服务员优质的服务。顾客一般会于临走前在桌上留下小额的零钱或是结账时找的零头，在饭店和出租车比较常见，而少见于理发店。在瑞典，小费需要上税，然而现金形式的小费往往会在报税的时候被隐瞒下来。从2010年起，刷卡消费在瑞典开始普及，而税务当局开始监察通过信用卡支付的小费。

#### 冰島
在冰島，給小費（“þjórfé”，即“serving money”）不是当地人的習慣，且從未想過，但外国旅客有时还是按照自己的习惯来给小费。冰岛的导游时常会鼓励他们的顾客给他们小费，虽然这是不必要的。

#### 法國
根据法国的有关税务的法律规定，餐厅和饭店应该将15%的服务费包含在账单中。账单上的“Service compris”表示小费已经被加入到了账单应付的总金额中。对于较好的服务，付出5%的小费是较为恰当的，但少数服务生在遇到一些更加慷慨的外国游客时也愿意收10%或更多的小费。

#### 德國與奧地利

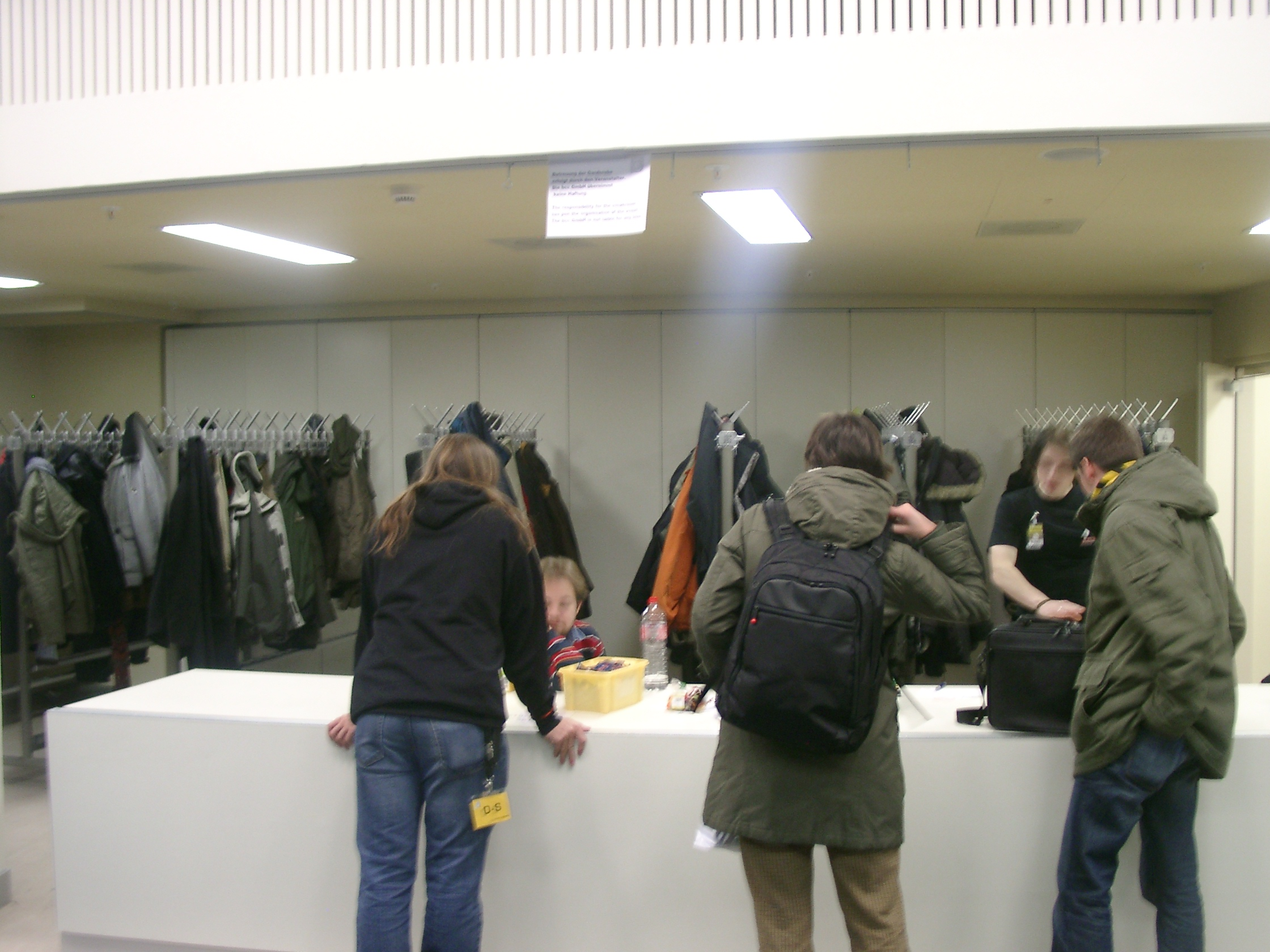
在德国，衣帽间的工作人员往往会收取一定小费。图为亚历山大广场柏林国际会议中心的衣帽间。

在德国和奥地利，付小费（即“Trinkgeld”）并不被视为一种义务。店家有时会设立一个小费盒来收集小费。在德国，人们常常不会要账单的找零；付账时有时会说“stimmt so”（即“零钱不用找了”），而不是拿到找零以后再留下小费。
在小费不是很常见的地方（例如超市、服装批发市场等等），有时会看到“Aufrunden bitte”（“请四舍五入付账”）的标志，意为账单金额会按€0.10为最小单位四舍五入至最接近的数。这不是一种小费，而是一种慈善募捐；收集到的钱将会投入慈善事业中，且这是完全自愿的。
在德国，小费被认为是一种收入；但根据德国所得税法（German Income Tax Law）§ 3 Nr. 51，小费所得免税。

#### 英國

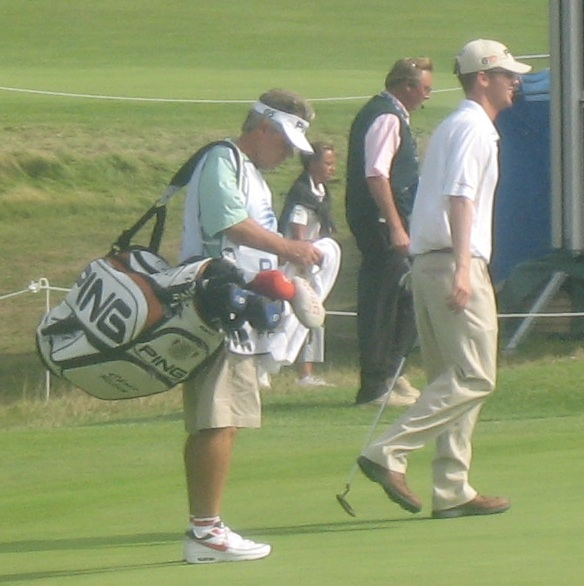
高尔夫球手常常以糖果作为帮他们拿高尔夫球杆的球童的小费。

在英国，10%的小费常见于餐厅，但不是强制收取的。在大城市，例如伦敦，有时会收取一定的服务费，可被包含在账单中或在账单外另加，常常是12.5%。由于法律上规定可见的价格中应该包含任何应付税额以及其他必须的费用，仅当账单中标示出服务费时才必须支付，或商家会在点餐前会有明确的口头说明。即便如此，若服务的水准较差，特别是不符合商品和服务供应法令1982的要求，顾客可以拒付部分或者全部的服务费。

#### 克罗地亚
某些情况下（一般是在餐馆用餐时）需付小费（克罗地亚人称之为“napojnica”或“manča”），但不是非常重要。餐馆的小费金额一般在3-5%左右（或更多）。在俱乐部或者酒吧，更常见的给小费方式是用账单的找零。较为不常见的是给出租车司机或是理发师小费。

#### 匈牙利
在匈牙利，小费被称作（直译为“酒钱”，德语的借译）或（来自于波斯语，“bakhshesh”）)，在英文中常常写作“backsheesh”。付小费的现象在匈牙利很普遍，小费的金额取决于服务的价格、类型和质量，以及顾客的满意度。

#### 斯洛文尼亚
小费在斯洛文尼亚不是很常见，但最近有许多观光客常去的地区开始收大约10 - 20%的小费。

#### 阿尔巴尼亚

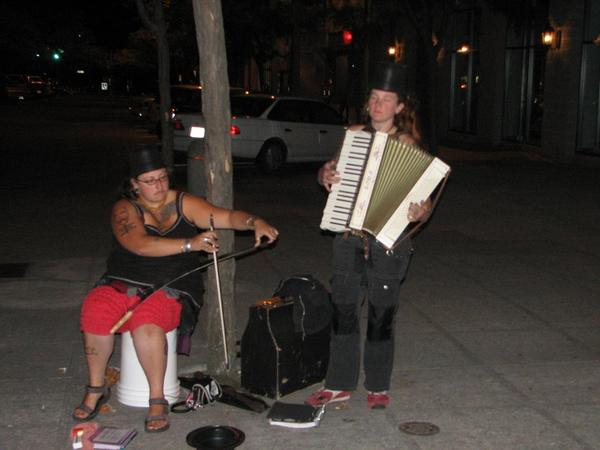
街头艺人常常通过中断他们的演出来要求路人给予小费。

在阿尔巴尼亚，小费（“bakshish”）已经变得较为常见。在饭店用餐后留下10%左右的小费已经成为了习俗，甚至看门人、保安和私人司机也会要求小费。有时可以用免税酒精代替现金给看门人和脚夫作为小费，但一些人（例如穆斯林）可能会觉得这是一种冒犯的行为。

#### 意大利
付小费（意大利语中的“la mancia”）在意大利不是一般习俗，在特殊服务或高品質服务的情况下可能会给一定的金额。几乎所有的餐厅（某些位于罗马的餐厅除外）有设置服务费（即“coperto”），服务员不会再额外多收小费；但他们也不会拒绝小费，特别是外国顾客所付的小费。在公共厕所设置小费罐常常是违法的。

#### 西班牙
小费（西班牙语中的“propina”）在西班牙并不被认为是必须的，给或不给取决于服务的品質。在酒吧和餐馆，西班牙人在结账以后有时会将零钱留在盘子上作为小费。餐饮业以外的服务业，例如出租车、理发店和酒店，若是层次较为高档的服务可能会收取小费。西班牙经济部部长 Pedro Solbes 曾经于2007年批评说过高的小费加剧了通货膨胀。

### 北美及加勒比海地区

#### 加拿大
加拿大的小费习俗和美国的相似。魁北克省为所有能够收到小费的职业另设最低工资。其他省也会为“酒水侍者”另设一个最低工资。根据环球邮报记者 Wendy Leung 的报道，餐馆的服务员常常会与其他工作人员共享小费，即所谓的“tipping out”。另一份报纸将其称作“tip pool”：“餐馆中的小费共享常常被解释为支付日常服务中因为失误造成的损失”。针对这一问题，安大略省省议会议员 Michael Prue 曾经在议会提出了一个关于小费的法案。在2015年12月7日，有报道称“安大略省禁止雇主将一部分服务员收到的小费据为己有”。“‘保护雇员小费法令’规定雇主抽取雇员小费的行为是违法的，除非他们把这些小费拿出来重新分配给全部员工”。
加拿大联邦税法将小费视作收入。有小费收入的工作者在法律上有义务将这一部分的收入汇报给加拿大税务局并付相应的所得税。2012年7月，多伦多星报的报告称加拿大税务局对逃税的问题十分关注。对四间餐厅的145位侍者的调查显示，总计$170万加元的收入未被报税。2005年，加拿大税务局称会密切关注一些理应有小费收入的人群的报税记录，以保证他们所申报的税款数额是合理的。

#### 加勒比海地区

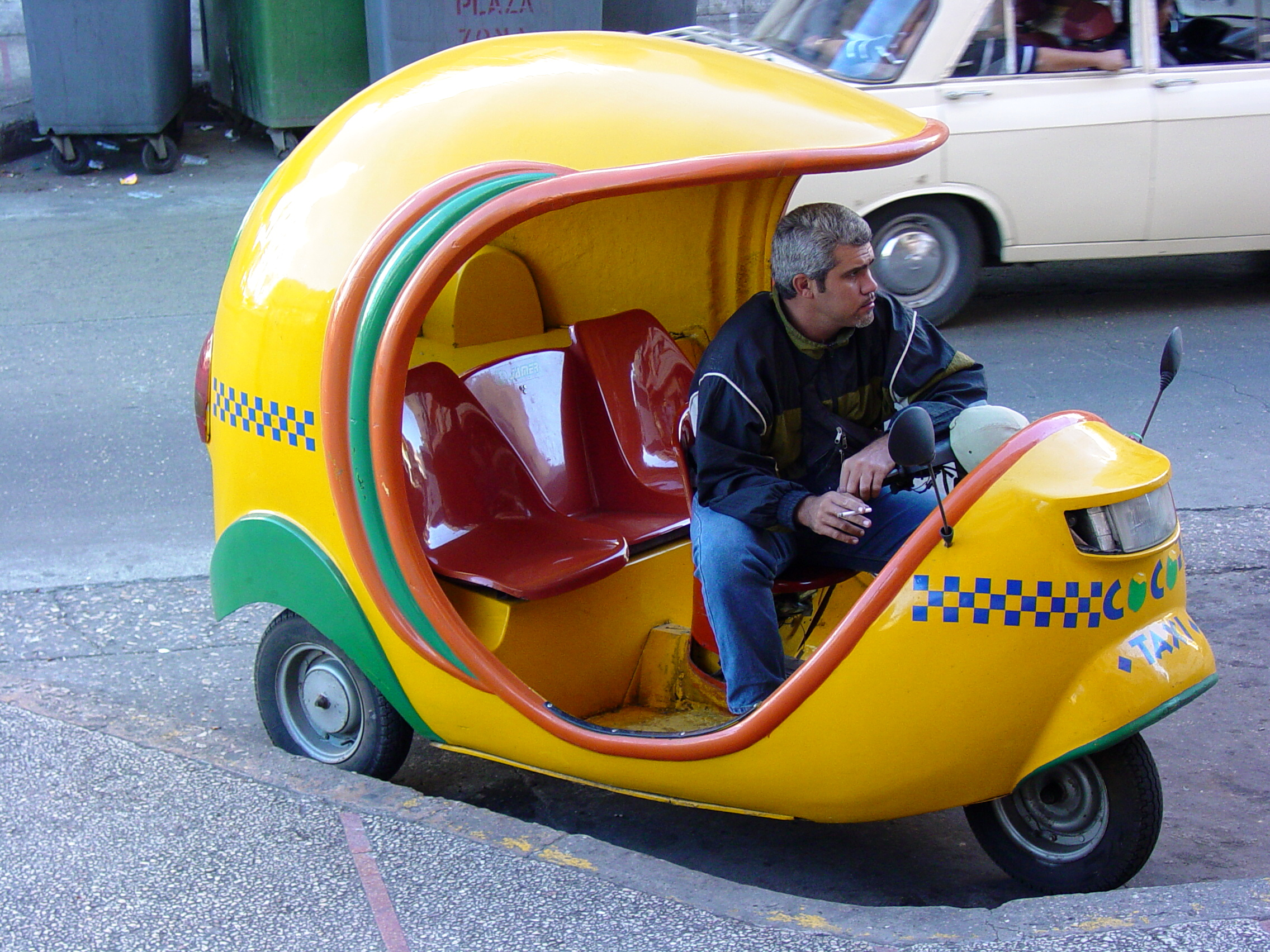
正在等待顾客的出租车司机。

加勒比地区各地的小费习俗不尽相同。在多米尼加共和国，餐厅会给账单加上10%的小费；在此基础上再给10%是当地的习俗。在圣巴泰勒米，若账单中没有包含小费，则应付10%到15%的小费。

#### 墨西哥
在墨西哥，小而经济的饭店一般不特别收小费，但在大型餐馆或高级饭店，小费较为常见。一般所付小费的金额在账单税前金额的10%到15%之间。由于墨西哥的法律要求标示的价格需为最终的价格，所以增值税已被加入菜单上的价格之中。因此，墨西哥大部分地区一般的小费金额为税前账单的11.5%，即税后的10%，除了一些税率特别低的特殊区域之外。

#### 美国

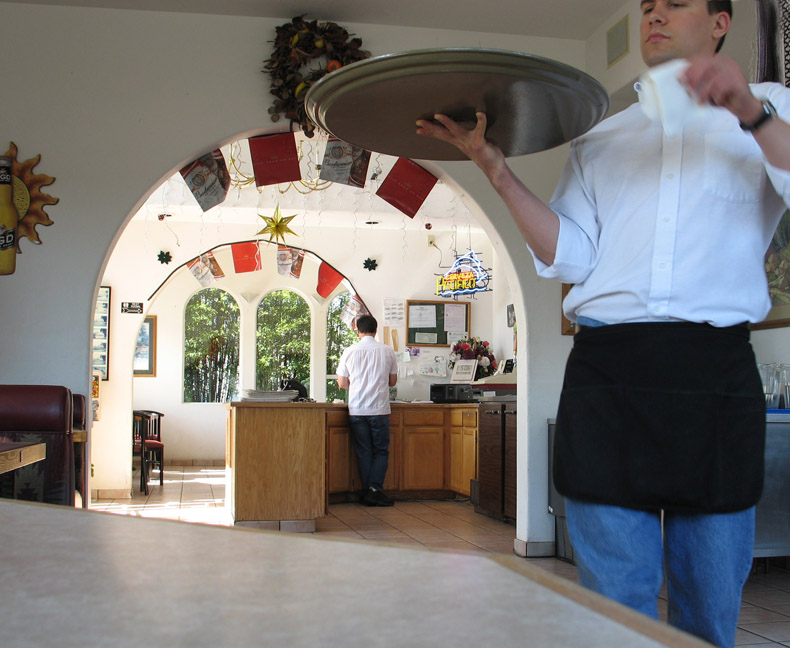
Luzmilla's饭店的服务生。

美國是全世界支付小費最頻繁的國家，在許多提供服務的場合都需要給小費，也是全球小費相較於總消費的比例最高的國家，通常支付15%到20%。
在美国，小费是常规的社会礼仪。根据定义，给小费是未強制的——金额取决于顾客的判断。对于传统意义上的餐桌服务，客人在礼节上应付的小费为账单总额15-20%。对于自助形式的餐厅（服务员只提供酒水服务），顾客在习惯上会给10%的小费。对于优秀的服务，顾客会给予高额小费；反之，中等偏差的服务则会收到相对较少的小费。对于糟糕而粗鲁的服务，顾客可能拒绝给出任何小费，而饭店经理会因此注意到他们在服务上出现的问题。另外，高尔夫球场、赌场、酒店、门房、外卖、出租车、Spa和沙龙的服务中也会出现需要给出一定小费的情况。相似礼仪也适用于婚礼或者其他仪式上的酒水服务；主人应当在仪式结束后付给工人一定的小费。小费的金额可以在合同中提早商定。
美国的《公平劳动标准法》中，可能收到小费的雇员（tippable employees）被定义为通常情况下每月收到$30美金小费以上的个人。联邦法律允许雇主在制定工资标准时可将小费额计入，以满足最低工資；一些州和领地（例如阿拉斯加、加利福尼亚、明尼苏达、蒙大拿、内华达、俄勒冈、华盛顿以及关岛）的法律要求不论雇员收到了多少小费，雇主支付的工资都不能低于该州/领地所规定的最低薪资标准（而这些州/领地的最低薪资标准都不低于联邦的最低工资标准）。
若将小费集中起来重新分配（tip pool），则不应分配给雇主或那些一般收不到小费的雇员（例如洗碗工、厨师以及门卫）。
关于小费额度的统计数据较少。根据爱荷华州立大学的研究，在1900年代早期的郊区餐厅，平均$19.78美元的账单可以收到$3.00美元的小费，即16.1%的小费率，中位数大约在15%左右。2003年，杨百翰大学的一项研究中，作为研究对象的餐厅在1999年至2002年之间的平均小费率为13.57%到14.69%不等。
根据全美餐饮业协会的报告，美国只有少数餐厅采用了无小费的经营方式；一些采用这种经营方式的餐厅因为雇员的流失，最后还是回归到原有的小费模式。

##### 服务费
服务费（service charge）是一种必须支付的费用，一般由宴席的承办方收取。服务费不应该与小费相互混淆；后者并不是强制收取的，且收取的金额多少取决于顾客。对于大型派对，饭店常常将服务费直接加入到账单中。某些地方的酒吧，例如在纽约曼哈顿，也开始收取服务费。在美国的一些地方，例如佛罗里达州，法律规定必须声明服务费金额。服务费常常被定为20%左右。

##### 历史
直至20世纪早期，大部分美国人都还认为小费有悖于自我中心和民主社会的价值观。同时，经营者也认为顾客给小费等同于向工作人员行贿，是为了让工作人员为其提供额外服务，例如为了得到更多食物而给服务员一些小费。1919年颁布的禁酒令让酒店和餐饮行业失去了酒精饮料的营业收入，产生了极大的影响；法令所造成的经济压力导致经营者开始欢迎顾客的小费，以补偿雇员的薪水。与大众的认知相反的是，小费的出现并非缘于服务员的低薪，而是因为小费在被推广的时候，服务员这一职位就已经有较高的工资。
即使小费在当时已成为必不可少的潮流，六个州（大部分位于南部）还是通过了一系列法律规定小费非法，但这些法律的实际执行问题重重。最早的相关法律于1909年通过（华盛顿州），而最后一个相关法律于1926年被废除（密西西比州）。一些人认为，“那些无法从雇主那里得到一分钱薪水的工作人员就像新式的奴隶”、“不支付工作人员足够的薪水反而让他们以小费为生就是奴隶制的一种延续”。

##### 税收

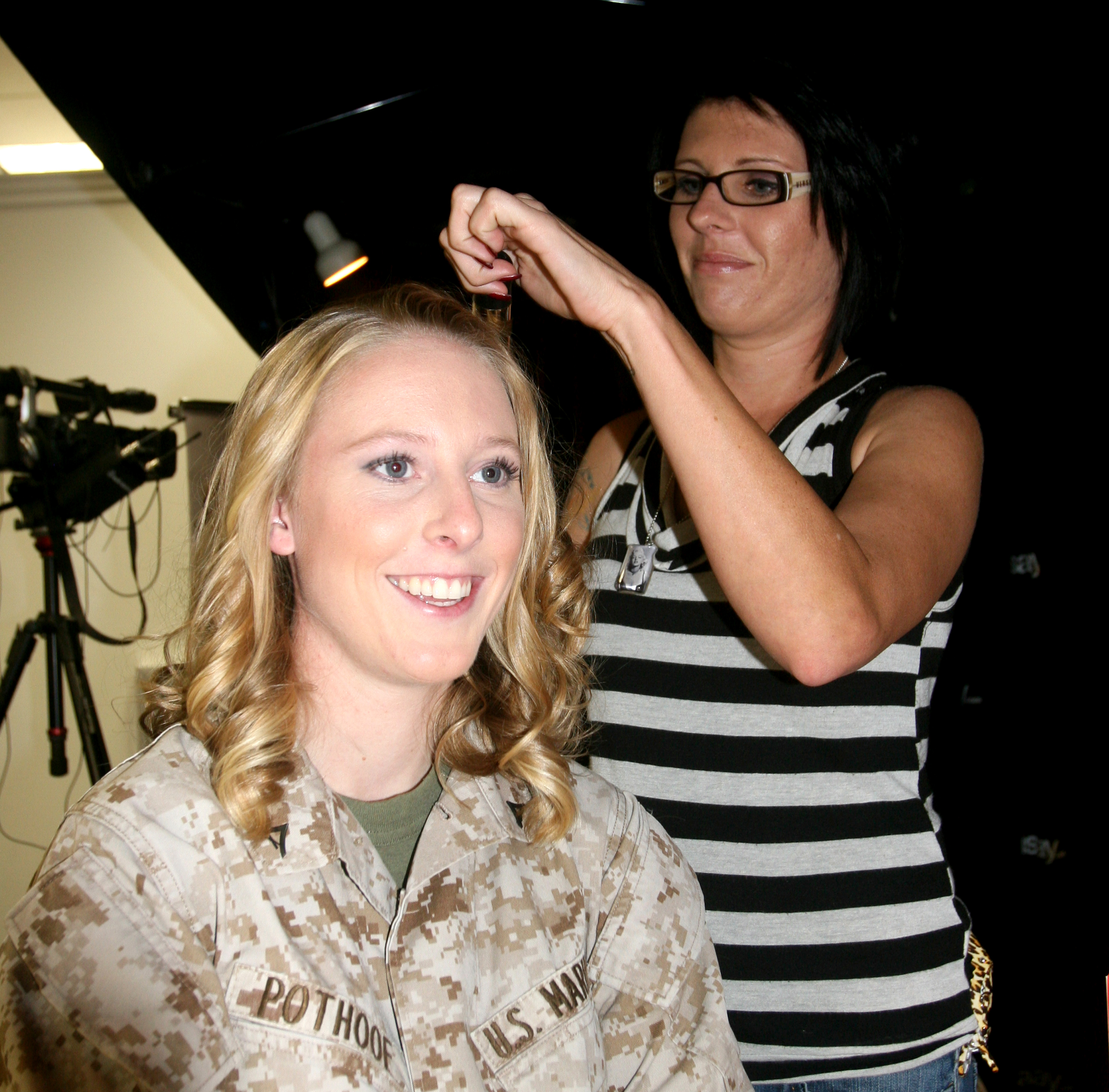
在美国服务业的从业者中，理发师是经常收到小费的一类职业。

小费在美国是一项收入。除非当月收到的小费总额低于$20美元，否则小费被视为工资（wage）。不同于工资，小费的薪资税完全由雇员承担（而普通工资的薪资税是由雇主和雇员共同承担的）。且在大部分的州，小费都被排除在劳工保险费之外。如果用更高的工资取代小费，雇主需要多付7.65%的薪资税，以及高达9%的劳工保险费。
研究发现，通过谎报小费数额来逃税的行为已经成为美国国内的问题之一。根据美国国家税务局的调查，大约有40%到50%的小费没有报税。

##### 美国联邦政府雇员
美国政府视小费为联邦雇员出差时的合理支出。但是，美国法律禁止联邦雇员收取小费。索取、接受或是同意收下任何会影响职务行为的财物都是不被允许的 。

### 南美洲

#### 玻利维亚
在玻利维亚，服务费被包含在账单中。有时顾客会给5%左右的小费以示礼貌。

#### 巴拉圭
在巴拉圭，服务费被包含在账单中，且小费不是很常见。

### 大洋洲

#### 澳大利亚

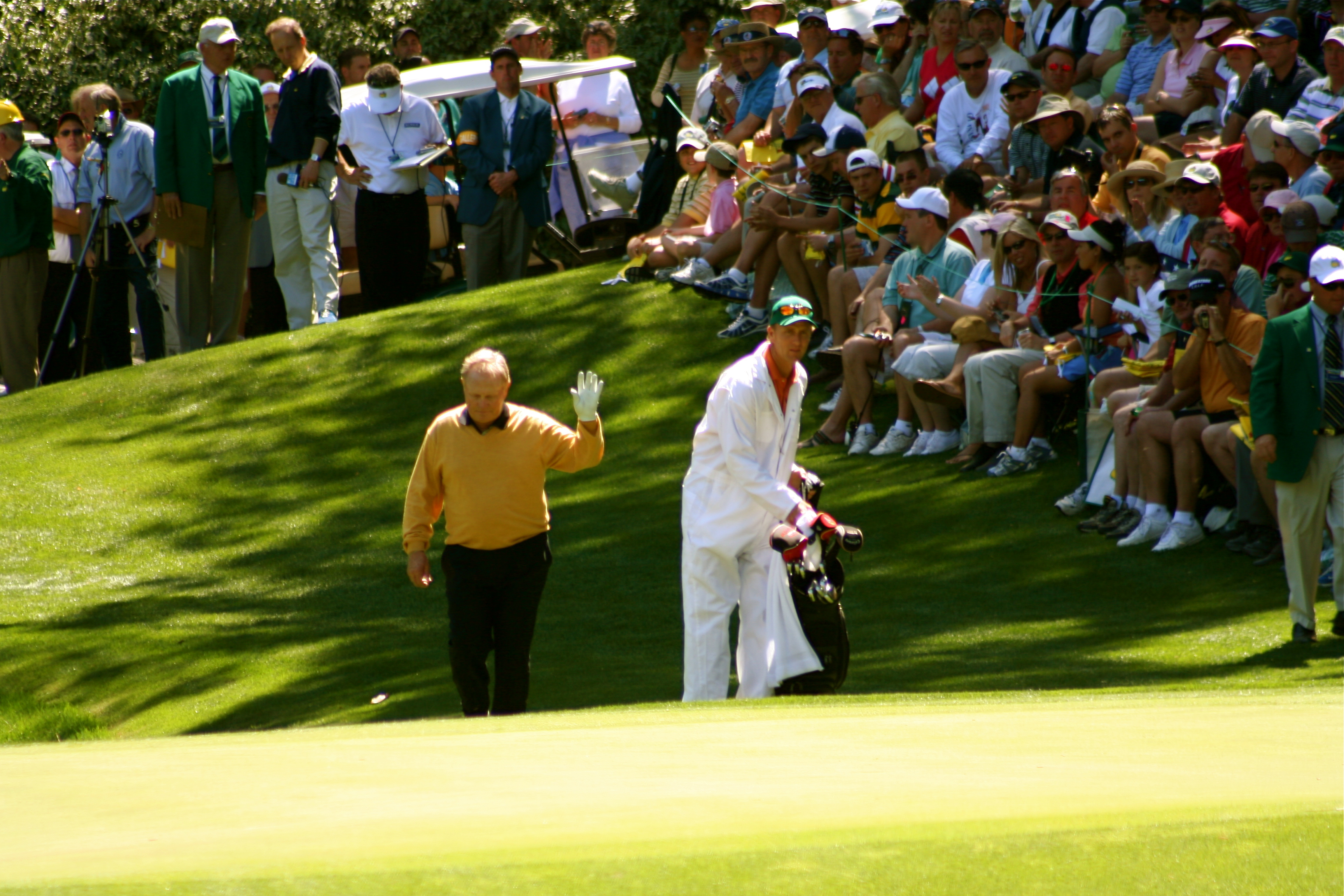
一名年轻球童（白色衣服）为一名年长的高尔夫球员搬运球棍。

澳大利亚没有给小费的惯例。 澳大利亚的最低工资大约为 $15.96 每小时 (临时工为 $19 每小时) ，这一标准适用于所有职业。
在咖啡馆和餐厅（尤其是举办大型派对的餐厅）给服务生小费，以及给的士司机和外卖快递员小费的情况很常见，但不是强制的。小费的比例一般在10%；当要付的餐费和旅费较少的时候，则一般以“不用找零”的方式来给小费。
给其他行业的工作人员小费的情况是十分罕见的。澳洲没有给仅仅提供服务的人（如酒店行李工）小费的传统。澳大利亚的赌场和一些其他博彩场所一般禁止给工作人员小费，因其会被当成是贿赂。例如，在塔斯马尼亚州，1993年的《博彩控制法案》于章节 56 (4) 声明：“特殊雇员的工作证书要求其在博彩区域内，一律不得向顾客索取或接受任何小费、报酬或其他所得。”
在澳大利亚，给小费的情况已经越来越常见。

#### 新西兰
小费不是新西兰的传统；但是在最近几年，小费开始变得常见，特别是在高档餐厅。这有可能是因为来自于有小费习俗的国家（例如美国）的旅游者越来越多；这些旅游者根据他们的习惯来给小费，使小费文化进入了新西兰。小费一般用于奖励高出顾客预期的服务或是一些自愿性的服务。新西兰政府发布的一些网站建议观光客“在新西兰，小费是不必要的——即使是在饭店或者酒吧。但若是因为良好的服务以及善意，便任凭顾客给一些小费”。2011年，《Sunday Star-Times》的一次读者投票显示90%的读者不愿意在新西兰因为好的服务而把付小费作为日常。

## 流行文化
《哆啦A夢》水田版第699集《打賞黑猩猩》，哆啦A夢對大雄為親人做小事，要求打賞買漫畫書態度前後不一時自辯︰「做事後，打賞是對勞動的正當報酬。」

## 外部連結
- 张五常. . 2013-02-19  [2013-02-22]. （原始内容存档于2020-09-17） （中文（简体））.
- .   [2007-10-27]. （原始内容存档于2020-12-04）.
- Ian Svenonius. . JacobinMag.com(雅各宾杂志).   [2013-09-15]. （原始内容存档于2021-03-07） （英语）.
- .   [2010-08-30]. （原始内容存档于2012-01-16）.